# 토마스 헬머
토마스 헬머(Thomas Helmer, 1965년 4월 21일 ~ )는 독일의 은퇴한 축구 선수이다.
그는 선수 시절 스위퍼 포지션을 선호하였으나, 주로 센터백으로 기용되었다.
헬머는 선수시절 주로 보루시아 도르트문트와 FC 바이에른 뮌헨의 선수로 활약하였고, 총 400여 분데스리가 경기에 15시즌간 출장하였다. 1996년에는 UEFA 유로 1996에도 참여하여 우승을 맛보기도 하였다.

## 클럽 경력
헬머는 아르미니아 빌레펠트에서 프로경력을 시작하였다. 그는 1984-85 시즌 막판에 4경기 출장하였으나, 소속팀은 강등당하였다. 이듬해, 그는 2 분데스리가의 35경기에 출장하여 5골을 득점하여, 보루시아 도르트문트 스카우트의 눈도장을 찍었고, 1986년에 이적을 성사하였다. 그는 주축 선수로 활약하며, 6시즌간 16골을 득점하였다.
1992년, 논란이 되는 상황에서 FC 바이에른 뮌헨으로 이적하였다. 도르트문트는 팀의 주축 선수인 헬머를 분데스리가 라이벌팀에게 판매하고 싶지않았고, 프랑스의 올랭피크 리옹에 매각하려 하였다. 그러나 고작 3달 후, 리옹은 헬머를 FC 바이에른 뮌헨에게 7.5M DM에 매각하여, 바이에른 최고 이적료 기록을 세웠다. 이 이적의 논란이 달아오르자 독일 축구 국가대표팀의 감독인 베르티 포크츠 감독은 헬머에게 논쟁을 야기한 죄로 UEFA 유로 1992의 스쿼드에서 제외시킬 것이라고 경고하였다.
헬머는 뮌헨에서도 주축 선수로 그의 일을 묵묵히 해내는 것은 물론이며, 첫 시즌에 7골을 기록하기도 하였다. 훗날 헬머는 90년대말에 FC 바이에른 뮌헨의 주장 자리에도 올라 세 차례의 분데스리가, 한 차례의 DFB-포칼, 세 차례의 DFB-리가포칼 우승을 거두고, 1995-96 시즌의 UEFA 컵 결승전에서 FC 지롱댕 드 보르도를 상대로 한 1차전에서 득점하기도 하였다. (그는 이 시즌에 참여한 12번의 UEFA 컵 경기 중 결승전 1차전에서만 1골을 득점하였다.) 수비적인 측면에서도 헬머는 국가대표팀 동료인 올라프 톤, 로타어 마테우스, 마르쿠스 바벨과도 좋은 호흡을 보였다.
1999년에 바이에른을 떠난 그는 프리미어리그로 무대를 옮겼다. 그는 리버풀 FC의 이적 제의를 받았으나, 승격팀인 선덜랜드 AFC로 자유이적하였다. 선더랜드 감독 피터 레이드는 그를 거의 기용하지 않았고, 그에 따라 헤르타 BSC 베를린으로 임대되었다. 그는 헤르타 소속으로 UEFA 챔피언스리그 1999-2000에 출전하였으나, 선덜랜드에 돌아왔을때, 레이드 감독은 바로 매각을 결정하였고, 그에 따라 헬머는 즉시 은퇴를 선언하였다.

## 국가대표팀 경력
1990년 10월 10일, 헬머는 스톡홀름에서의 스웨덴 평가전에서 데뷔하였고, 풀타임을 소화하였다. 이 경기에서 독일은 3-1 승리를 거두었다. 그는 UEFA 유럽 축구 선수권 대회에서도 성공을 맛보았는데 UEFA 유로 1992와 UEFA 유로 1996 두 대회 연속으로 결승전에 선발출장하였다. 1992년, 독일은 덴마크에 덜미를 잡혔지만 4년 뒤, 체코와의 결승전에서는 연장전 끝에 우승을 거두었다.
헬머는 1994년과 1998년에 두 차례 월드컵에 출전하였으나 독일은 두번 모두 8강에서 좌절하였다. 후자의 경우 헬머는 멕시코와의 16강전에서는 하프타임에 크리스티안 지게와 교체아웃되었다.

### 국가대표팀 득점기록
| #  | 날짜             | 경기장                             | 상대           | 점수 | 최종결과 | 대회                    |
| -- | ---------------- | ---------------------------------- | -------------- | ---- | -------- | ----------------------- |
| 1. | 1995년 6월 21일  | 레치그룬트, 취리히                 | 이탈리아       | 1–0  | 2–0      | 친선경기                |
| 2. | 1995년 10월 8일  | 울리히-하벌란트-슈타디온, 레버쿠젠 | 몰도바         | 2–0  | 6–1      | UEFA 유로 1996 예선     |
| 3. | 1997년 10월 11일 | AWD 아레나, 하노버                 | 알바니아       | 1–1  | 4–3      | 1998년 FIFA 월드컵 예선 |
| 4. | 1998년 2월 22일  | 킹 파흐드 국제경기장, 리야드       | 사우디아라비아 | 2–0  | 3–0      | 친선경기                |
| 5. | 1998년 6월 5일   | 카를-벤츠-슈타디온, 만하임         | 룩셈부르크     | 3–0  | 7–0      | 친선경기                |

## 수상

### 클럽
FC 바이에른 뮌헨
- 푸스볼-분데스리가: 1993–94, 1996–97, 1998–99
- DFB-포칼
  - 우승: 1988–89, 1997–98
  - 준우승: 1998–99
- DFB-리가포칼: 1997, 1998
- UEFA 챔피언스리그 준우승: 1998–99
- UEFA 컵: 1995–96

### 국가대표팀
- UEFA 유럽 축구 선수권 대회
  - 우승: 1996
  - 준우승: 1992

## 은퇴 이후
은퇴 이후, 헬머는 DSF에서 스포츠 언론과 TV 프로듀서로 일하고 있다. 또한, 그는 FIFA가 관여하는 어린이 재단 "SOS 칠드런스 빌리지" (SOS Children's Villages)의 홍보 대사로 1997년부터 일하고 있다.